# Kasteel van Crèvecœur (Battice)
Het Kasteel van Crèvecœur is gebouwd in 1642-1643 in de tot de Belgische gemeente Herve behorende plaats Battice, gelegen ongeveer 400 meter ten zuiden van de stad Herve aan de overzijde van de autosnelweg en de TGV-lijn.
Hier stond de 17e-eeuwse zetel van de heerlijkheid, die vroeger omgracht was en voorzien van twee vierkante hoektorens. 
Het kasteel raakte langzaam in verval. Het woongedeelte werd in 1947-1948 vrijwel geheel gesloopt. Slechts het poortgebouw, een onthoofde toren en en een enkele vleugel van het woongedeelte zijn overgebleven. Het vroegere kasteel  wordt gebruikt als woonruimte en voor landbouwactiviteiten.
Links van het ingangsportaal, aan de kant van de binnenplaats, bevindt zich een groot kalkstenen bassin, waaronder een zerk die de wapenschilden van de families Caldenborch en Barbieus toont, met de wapenspreuk: Beny soit Dieu.